# Edinburgh College of Art

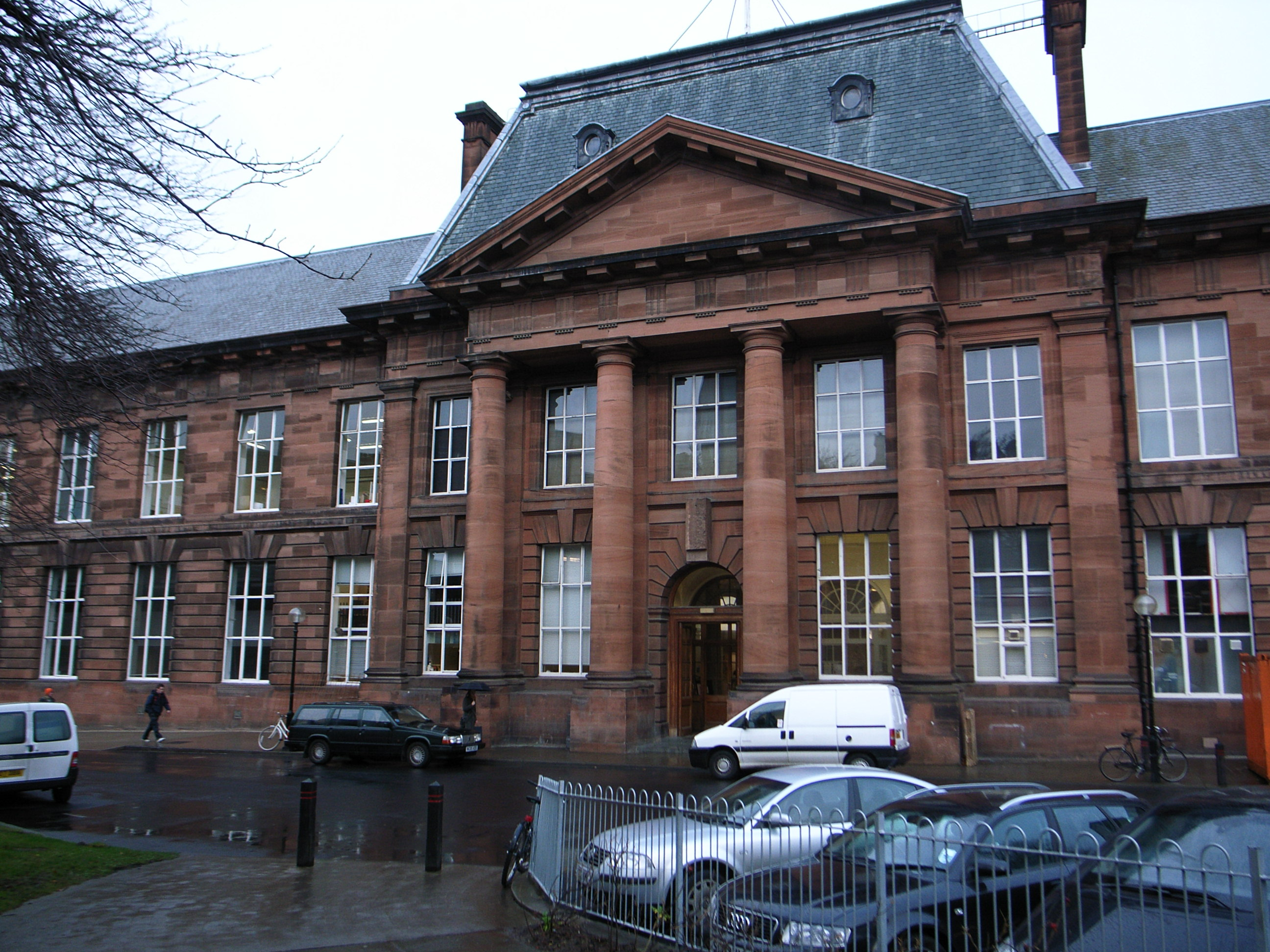
Edinburgh College of Art

Das Edinburgh College of Art (ECA) ist eine Kunsthochschule der University of Edinburgh in Edinburgh, Schottland, Vereinigtes Königreich. Die Hochschule besitzt fünf Fakultäten: Kunst, Musik, Kunstgeschichte, Design und Architektur. Insgesamt studieren etwa 3000 Studenten am College.

## Geschichte
Die Kunsthochschule wurde 1760 zur Unterrichtung der Angewandten Kunst im Zentrum von Edinburgh gegründet. Im 19. Jahrhundert verlagerte sich der Schwerpunkt auf die Bildende Kunst. 1907 zog man in ein neues Gebäude, dem jetzigen Standort am Lauriston Place.

## Gebäude
Das Hauptgebäude wurde 1909 nach Plänen des schottischen Architekten John Wilson im Stil der Beaux-Arts-Architektur fertiggestellt. Es wurde 1970 als Kategorie-A-Gebäude unter Denkmalschutz gestellt. 1961 entstand das Architektur-Gebäude und 1977 das Hunter-Building. 2003 entstand das neunstöckige Evolution-House für die Bibliothek und Büros.